# Szamogit nyelv
A szamogit nyelv (szamogitül: žemaitiu kalba, litvánul: žemaičių kalba) avagy szamogit nyelvjárás (szamogitül: žemaitiu tarmie, litvánul: žemaičių tarmė) a litván nyelv egy, az ország északnyugati területein használt nyelvjárása, amelyet körülbelül 500 000-en beszélnek. A szamogit és a sztenderd litván beszélői csak nehezen értik meg egymást.
2008-ban létrejött a Žemaitiu šalėnė, magyarul Szamogit Párt, amelynek a célja Szamogitia autonómiájának elősegítése és a szamogit nyelv őrzése.

## A nyelvjárás elnevezései
A szamogit nyelvjárásnak nincs a magyarban meggyökeresedett elnevezése, tekintettel arra, hogy a balti nyelvek nincsenek a magyarországi nyelvészet figyelmének középpontjába, és nem készül róla leírás. A balti nyelvek – archaikus vonásaiknak köszönhetően – sokkal inkább az indoeurópai nyelvészet érdeklődésére tartanak számot, ezért a hagyományosan a finnugrisztikai kutatásban jeleskedő magyar nyelvészet keveset foglalkozott a balti nyelvekkel és nyelvjárásokkal.
A szamogitnak az egyes nyelvekben igen változatos az elnevezése, de alapvetően két típust különböztethetünk meg.
Az egyik forma a litván avagy szamogit eredetiből származik, amely annak a területnek a nevéből ered, ahol a szamogitot beszélik. Žemaitija egyrészt jelenti azt a történelmi területi egységet, amely a történelem bizonyos szakaszaiban a többi litvánok lakta területtől külön fejlődött; másrészt a mai Litvánia egyik kultúrtáját; a kettő azonban nem esik egybe. A Žemaitija névben a žemas 'alacsony' szó található, a képzett szó tulajdonképpen 'alföld' jelentésű; és szemben helyezhető Litvánia másik nagy kultúrtájának nevével: az Aukštaitija elnevezésben az aukštas 'magas' szó található, és 'felföld' jelentésű. Ez a névváltozat található a litván žemaičių kalba, a szamogit žemaitiu kalba, a lett žemaišu valoda, a latgal žemaišu volūda, az észt žemaidi keel, az orosz жемайтское язык [ʐʲemajt͡skoje jazɨk], módosult formában pedig a võro semaidi kiil és a német Schemaitisch (Sprache) elnevezésekben (mindegyik kifejezés 'szamogit nyelv' jelentésű).
A terület másik neve a latinból származik, ennek formája Samogitia, ezt az elnevezést kölcsönzi a Britannica Hungarica nagyenciklopédia és magyar helyesírás szerint írja. A g hang megjelenése talán a Lettországban található, és Žemaitijával határos Zemgale (latinul: Semigalli) terület nevével lehet összefüggésben. A lett Zemgale szóban ugyanúgy az 'alacsony' jelentésű zems szó található, mit litván társáéban. A gals 'vég'-et, ebben az esetben 'határterület'-et jelent, és más földrajzi nevekben is megtalálható (pl. Latgale). Ez a névváltozat található a finn samogiitti(n kieli) és az angol samogitian language. A magyar történelemtudományban a területet Szamogitia és Szamogétföld elnevezése a leggyakoribb, a lakosokat pedig szamogitok-nak vagy szamogétok-nak, gyakran szamogit litvánok-nak hívják, bár a területre létezik g nélküli változat Samaitia formában.
Bojtár Endre baltisztikai monográfiájában ezt a nyelvjárást žemaitis nyelvjárás-nak nevezi, amely névben a žemaitis 'Žemaitija területen lakó vagy onnan származó férfi' jelentésű litván szót használja alanyesetű formában.
Mindezek alapján a szamogit nyelvnek avagy nyelvjárásnak számos potenciális alternatív elnevezése lehet, például: szamogét nyelv, szamogét nyelvjárás, szamogitiai nyelv, szamogitiai nyelvjárás, žemaitis nyelv, žemaitis nyelvjárás,žemaitijai nyelv, žemaitijai nyelvjárás, alföldi nyelvjárás, valamint egyéb megoldások. Mindezekhez hozzátartozik, hogy a szamogitok következetesen nyelv-ként, míg a litván adminisztráció következetesen nyelvjárás-ként határozza meg a szamogitot.

## A litván nyelv nyelvjárásai
A litván nyelvjárások:
- žemaičių tarmė - szamogit/alföldi nyelvjárás:
  - vakarų žemaičiai - nyugati szamogit: (Klaipėda)
  - šiaurės žemaičiai - északi szamogit:
    - kretingiškiai - kretingai (Kretinga)
    - telšiškiai - telšiai (Telšiai, Skuodas, Najoji Akmenė)

  - pietų žemaičiai - déli szamogit:
    - raseiniškiai - raseiniai (Raseiniai, Tauragė)
    - varniškiai - varniai (Varniai)
- aukštaičių tarmė - felföldi nyelvjárás:
  - vakarų aukštaičiai - nyugati felföldi:
    - kauniškiai - kaunasi: (Kaunas, Jurbarkas, Kaišiadorys, Prienai)
    - šiauliškiai - šiauliai: (Šiauliai, Joniškis, Jonava, Kėdainiai

  - rytų aukštaičiai - keleti felföldi:
    - anykštėnai - anykščiai: (Anykščiai)
    - kupiškėnai - kupiškis: (Kupiškis)
    - panevėžiškiai - panevėžysi: (Biržai, Panevėžys, Pazruojis)
    - širvintiškiai - širvintosi: (Širvintos, Ukmergė)
    - uteniškiai - utenai: (Utena, Rokiškis, Molėtai)
    - vilniškiai - vilniusi: (Vilnius, Ignalina)

  - pietų aukštaičiai - déli felföldi: (Alytus, Lazdijai, Šalčininkai)

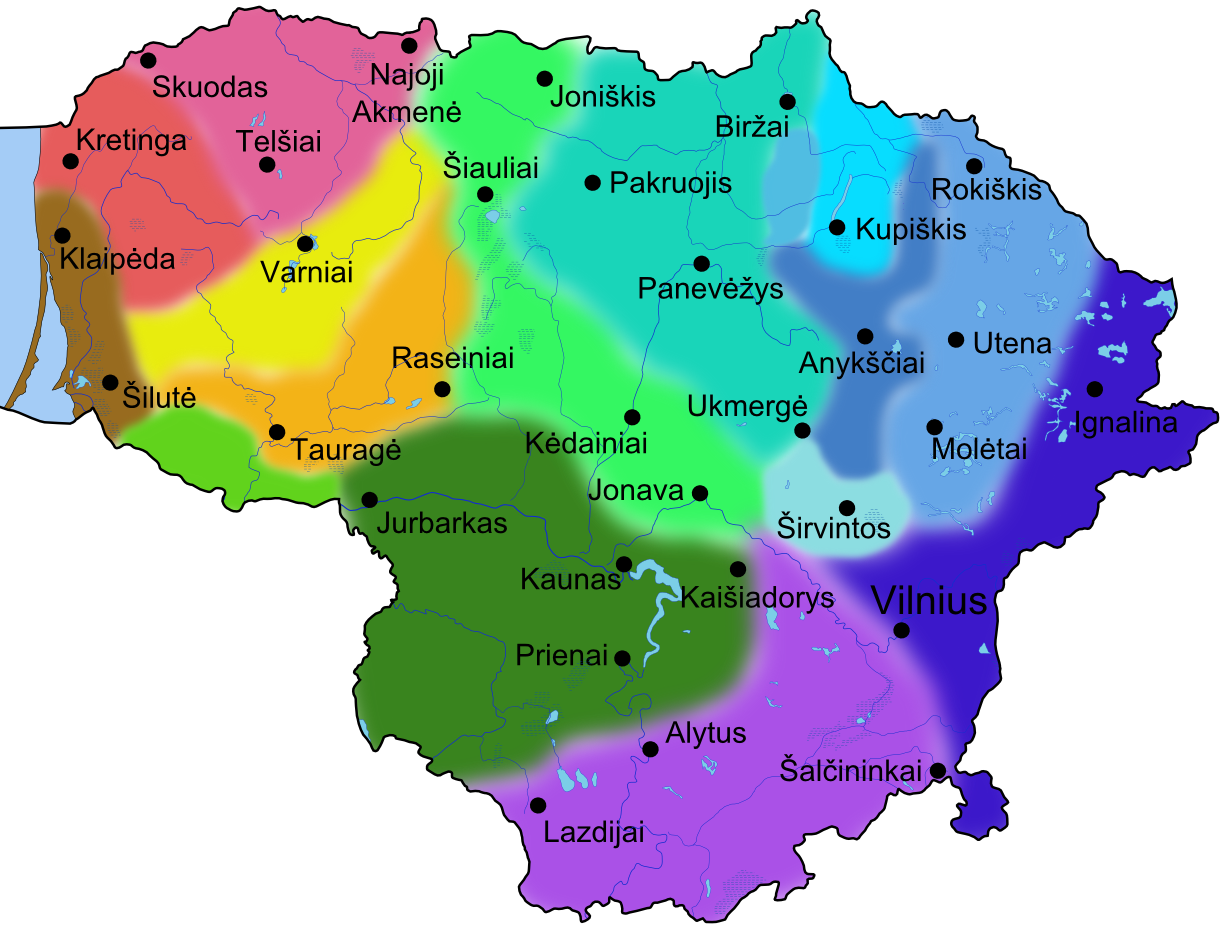
A litván nyelv nyelvjárásai

A litván nyelv két nagy nyelvjárási csoportra oszlik. Az egyik az északnyugaton beszélt žemaičių tarmė avagy alföldi nyelvjárás, a másik az ország többi részén használt aukštaičių tarmė avagy felföldi nyelvjárás. A litván irodalmi nyelv ez utóbbin alapul.
Az alföldi, vagyis a szamogit nyelvjárás további alnyelvjárásokra osztható. Az nyugati szamogitot a térkép barnával jelöli. Az északi szamogitnak van kretingai és telšiai változata, előbbi lazac színű, utóbbi rózsaszín. A déli szamogitnak van raseiniai változata, amely narancssárga, és varniai, amely citromsárga.
A felföldi nyelvjárási terület az ország területének nagyobb részét foglalja el, beszélői körülbelül háromszor annyian vannak. A térképen a zöld színek jelölik a nyugati, a kékek pedig a keleti felföldi nyelvjárásokat; a lila a déli nyelvjárást mutatja.

## Története
| Kis-Litvánia (Mažoji Lietuva) Szamogitia (Žemaitija) Felföld (Aukštaitija) | Dzukija (Dzūkija) Szudóvia (Suvalkija) |

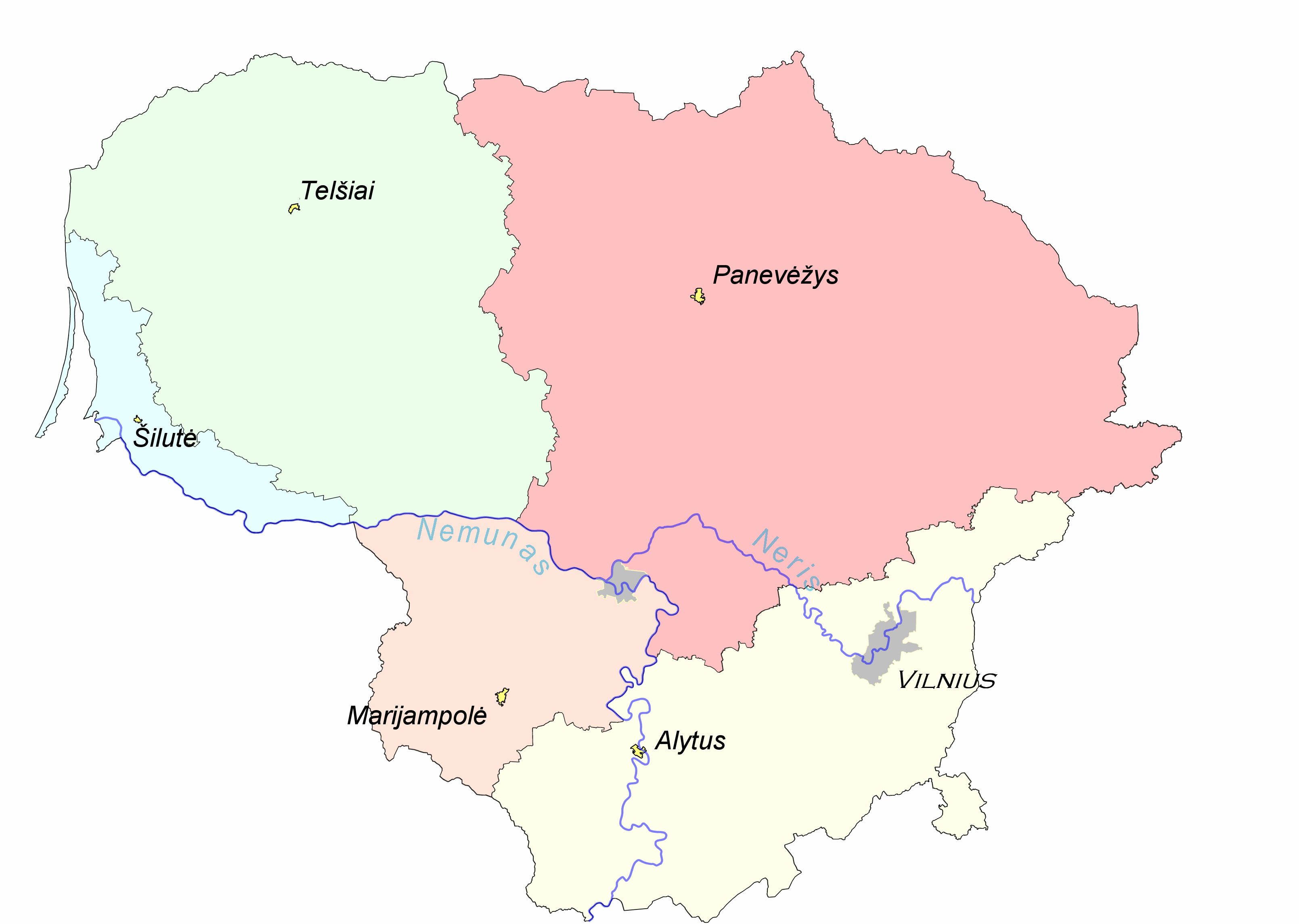
Litvánia kultúrtájai

Szamogitia sok tekintetben másképpen fejlődött, mint a többi litvánok által lakott terület. Ez földrajzi elhelyezkedésével magyarázható: a tengerparti terület mindig is stratégiai jelentőséggel bírt, szárazföldi hidat képzett Livónia felé. Mivel Szamogitia a hódítások célpontjában volt, ezért a terület sokáig megőrizte közigazgatási különállását, bizonyos privilégiumokkal bírt, lazábbak voltak a feudális viszonyok, ugyanakkor erős volt a lokális identitás és kultúra.

### A Kardtestvérek rendjének megalapítása
A balti törzsek szétválása a Drang nach Osten névvel is illetett német terjeszkedés idején gyorsult fel. A Baltikum meghódítására tett kísérlet fontos állomása volt, amikor Albert rigai püspök megalapítja a Kardtestvérek rendjét 1202-ben, amely hamarosan terjeszkedésbe kezdett és 1218-ban elfoglalja Észtország északi részét. A további területszerzések nyomán 1228-ban létrehozták a történelmi Livóniát, amelyhez folyamatosan csatolták a megszerzett balti területeket, és amely 1560-ig állt fenn.

### Szamogitia mint törzsi terület
A litván területek elleni hadjárat 1229-ben kezdődik. A balti törzsek keményen ellenállnak a hódítóknak. 1236-ban a saulei csatában a litvániai Šiauliai-nál a szamogitok és a szemigallok egyesült serege döntő vereséget mér a Kardtestvériségre, a halottak között van a nagymester is. A veszteség arra kényszeríti a Kardtestvériséget, hogy összeolvadjanak a Német Lovagrenddel. A Lovagrenddel vívott harc nyomása alatt a litván törzsek folyamatosan közelednek egymáshoz, végül 1253-ban Mindaugas (szamogitül: Mindaugs) a sok kis királyság helyén létrehozza a Litván Nagyfejedelemséget, maga pedig Litvánia első fejedelme lesz.
1260-ban a durbeni csatában a mai Lettország területén található Durbe mellett a lettek, kúrok és litvánok egyesített serege legyőzi a Német Lovagrendet. A győzelem nyomán a rend által elfoglalt területeken lázadások törnek ki, amelyeket a rend csak nehezen tud leverni: 1274-ig tart porosz felkelés, 1290-ig pedig a livóniai felkelés leverése. Ugyanebben az évben elfoglalják a szemigallok által lakott Zemgale tartomány utolsó erődítményét is, és a tartomány beolvad Livóniába.
1385-ben a krevai unió keretében Jagelló (litvánul: Jogaila, szamogitul: Juogaila) litván fejedelem megállapodik a lengyel nemességgel: országát katolikus hitre téríti, a lengyelektől elfoglalt területeket pedig visszaszolgáltatja, cserébe elnyeri Hedvig lengyel királynő kezét. Jagelló II. Ulászló néven lengyel király lesz, és létrejön a Lengyelország és Litvánia közti perszonálunió. E közben 1404-ben a Német Lovagrend elfoglalja Szamogitiát.
A nyugatbalti nyelvű kúrokkal való együttélés nyomán a szamogit számos nyugatbalti jellegzetességet vett fel:

(Elöl a litván, utána a szamogit nyelvű példa.)
- A közbalti i-ből ė lett (pl. daryti : dėrbtė 'csinálni', anglisškai : onglėškā 'angol', gimtadienis : gėmėma dėina 'születésnap').
- A közbalti u-ból o lett (pl. bulvė : bolbė 'burgonya', cukrus : sokros 'cukor', sūnus : sūnos 'fia').
- Nyugatbalti ei (ėi) diftongus a keletbalti ie helyén (pl. vienas – vėins ’egy’, diena – dėina ’nap’, sniegas – snėigs ’hó’).
- A ti és di hangkapcsolat megmaradása szemben a litván ti>či és di>dži változással (pl. skaičius – skaitlios ’szám’; medžiaga – medaga ’anyag’, pradžia – prodė ’kezdet’).

Nem csak a nyugatbalti nyelvek hatottak erősen a szamogitre, de a velük törzsi szövetségben élő szemigallok/zemgalok (tkp. lettek) nyelve is:
- Az -as végződés -s alakúvá változott hasonlóan más balti nyelvekhez: lit. tėvas 'apa' – sgt. tievs – lett tēvs 'apa' – ltg. tāvs 'apa'.

Az eltérő hangtani fejlődés rendszerszintű eltávolodásokhoz vezetett. Lásd még: Főnévragozás.

### Szamogitia mint önálló terület a Lengyel-litván Unión belül
1410-ben a grünwaldi csatában a lengyel és litván egyesített sereg legyőzi a Német Lovagrendet a mai Lengyelország területén található Grunwald mellett, a csatában szamogit lázadók is részt vesznek. A győzelem után a Lovagrend terjeszkedése megáll.
1413-ban Nagy Vitold (litvánul: Vytautas Didysis, szamogitul: Vītauts Dėdlīsės), litván nagyfejedelem véglegesen a Lengyel–Litván Unióhoz csatolja Szamogitiát. Európában utolsóként, 28 évvel a többi litván terület után, a szamogitokat is megkeresztelik. A terület megtartja bizonyos fokú önállóságát, külön püspökséget kap, és míg más litván területek vajdasággá alakulnak, Szamogitia fejedelemség marad, és megtartja kiváltságait. A területen lazábbak a feudális kötöttségek és erős a helyi önazonosságtudat. Ennek része még, hogy a keresztény vallást továbbra sem fogadják el egységesen a szamigotok. Sokan titokban továbbra is áldoznak hagyományos isteneknek és őriznek ősi szokásokat, amelyek a reformáció litvániai megjelenéséig fennmaradnak.
1569-ben a lublini unió keretében szorosabbra fűzik Lengyelország és Litvánia unióját lengyel erőfölénnyel. Az unió központja Varsó lesz, és Lengyelországhoz csatolják az ukrán területeket, megkezdődik a birodalomban a lengyelesítés.

### Szamogitia Litvánia részeként
1759-ben, Lengyelország harmadik felosztása után a litván területek Szamogitiával együtt orosz kézre kerülnek. Szamogitia az oroszok elleni ellenállás központja és az anyanyelv őrzője lesz, itt csempészik a litván nyelvű könyveknek, amelyet az orosz hatalom betiltott. 1919-ben, az első világháború után Litvánia függetlenedik, és 1939-ig önálló állammá lesz, Szamogitia pedig ennek része. 1940-ben Litvánia Szovjet megszállás alá kerül, amely alól csak 1991-ben szabadul fel, amelytől kezdve ismét önálló állam. Žemaitija a mai Litvánia öt nagy kultúrtájának egyik Aukštaitija, Dzūkija, Mažoji Lietuva és Suvalkija mellett.

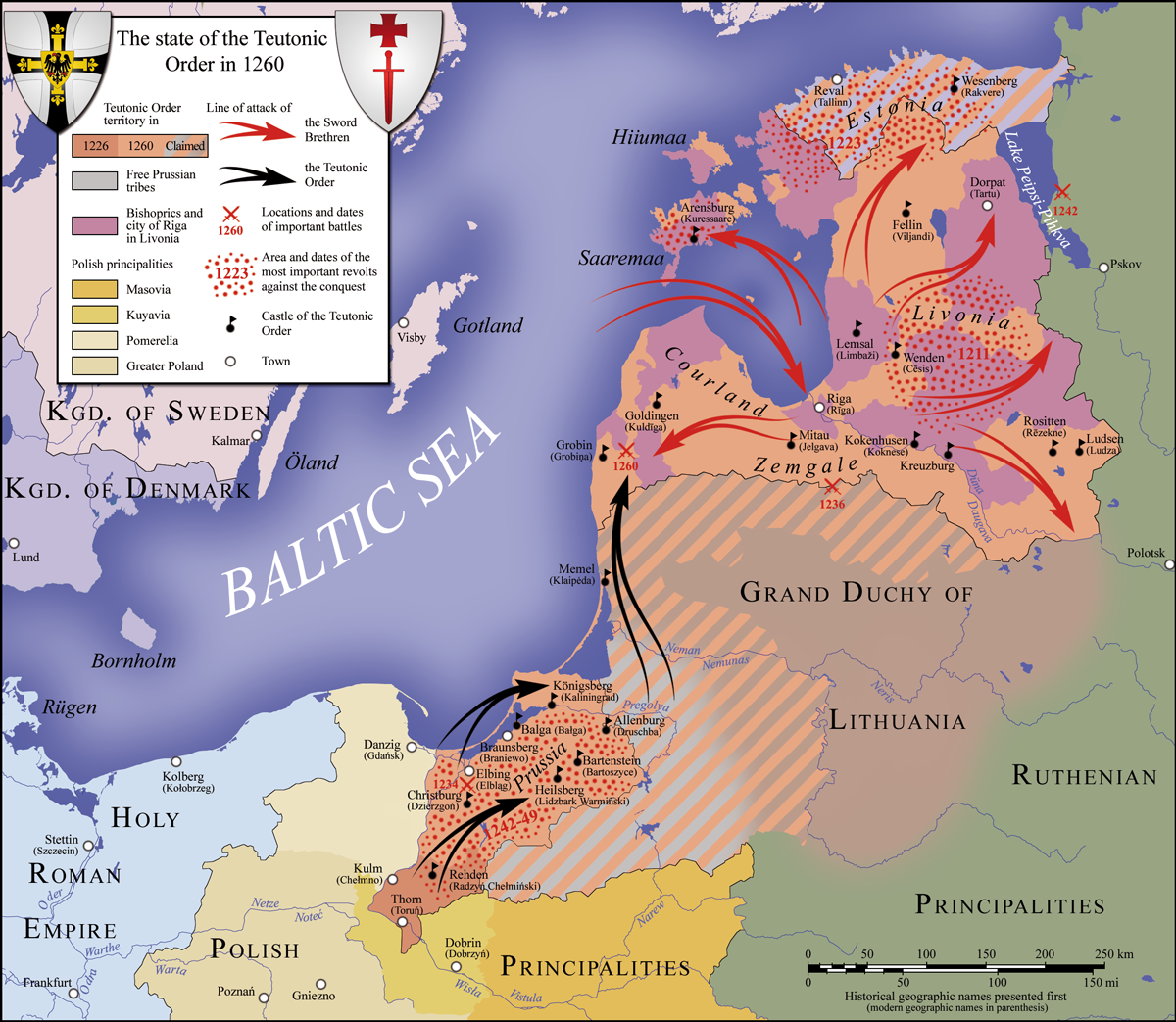
A Baltikum 1260-ban,
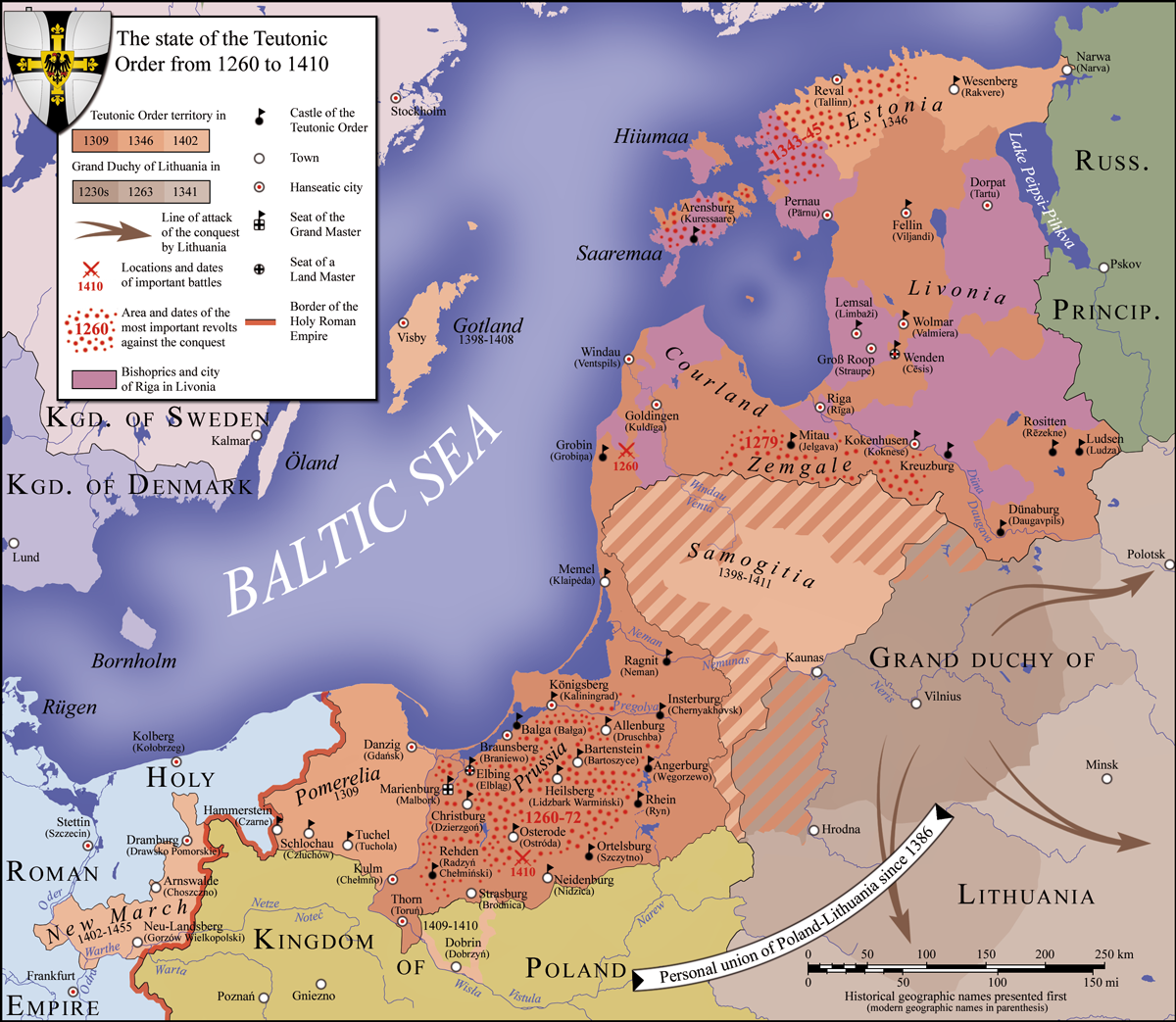
1410-ben
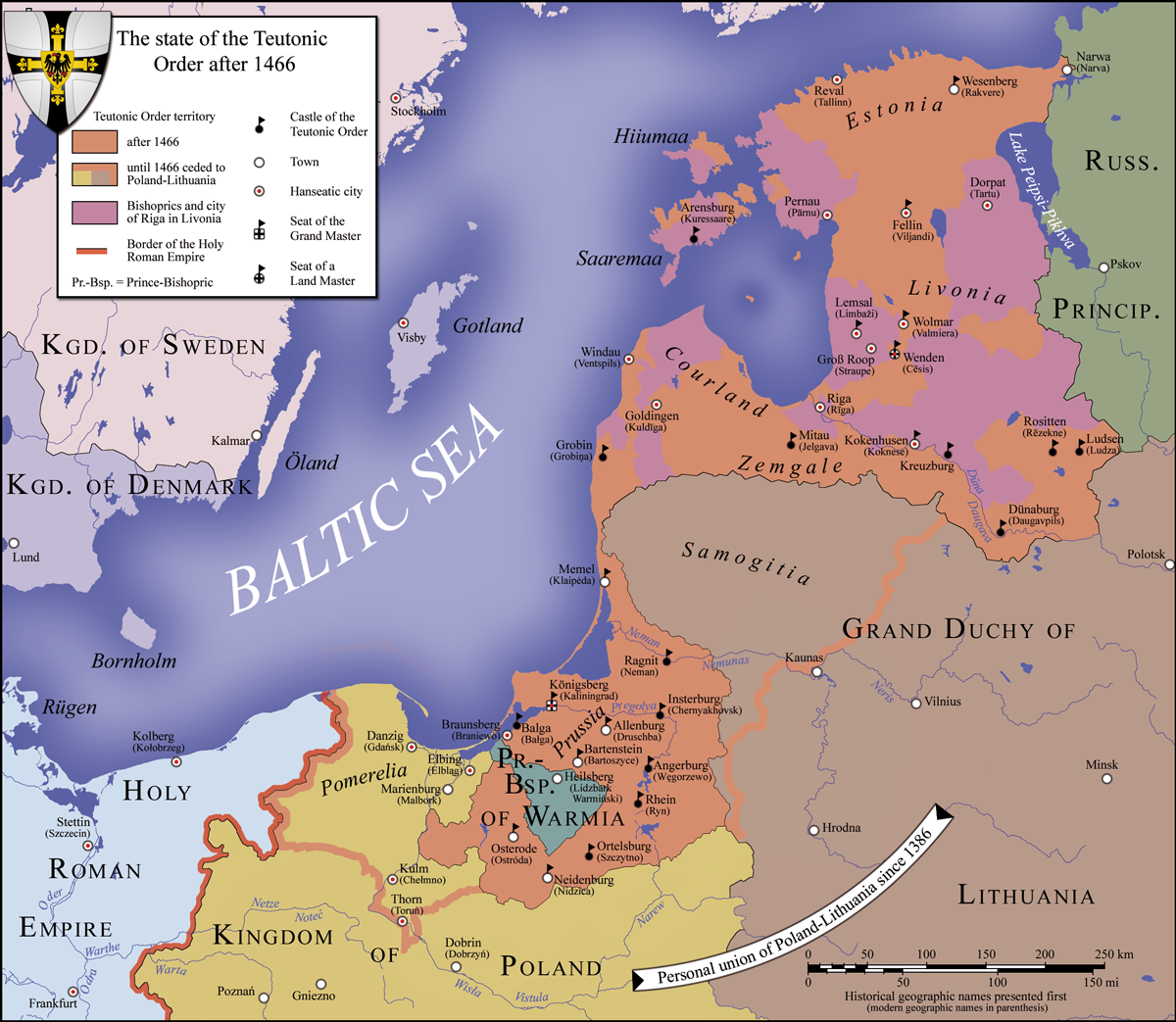
és 1466-ban.

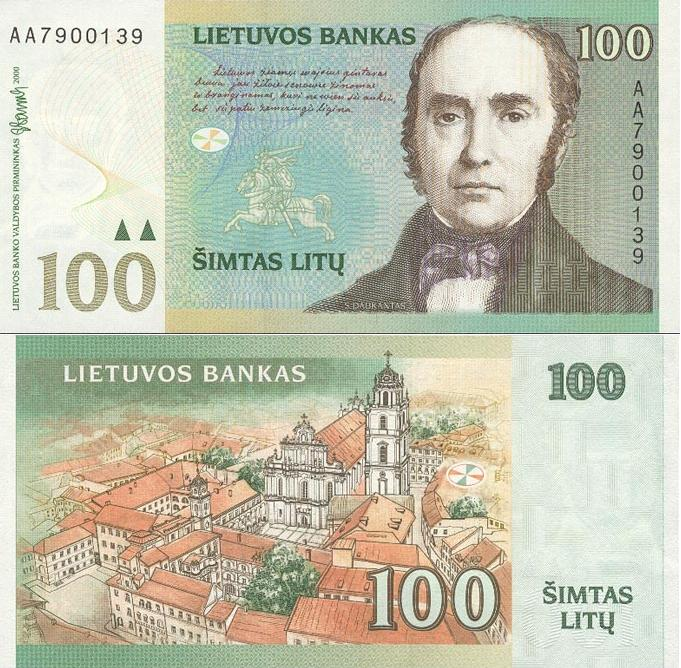
A szamogit származású Simonas Daukantas a százas litván litas-on.

Az erőszakos lengyelítés és oroszosítás hatására a litván nyelv visszaszorult családi használatba. A 19. század nemzeti mozgalmai a Baltikumot is elérték. A litván nyelv megmentését és a litván önrendelkezés kivívást célul kitűző Litván nemzeti ébredés (litvánul: Lietuvių tautinis atgimimas) mozgalmának két szakasza volt. A 19. századi szakaszt szamogit újjászületés-nek, a 20. századi szakaszt pedig éneklő forradalomnak nevezik.
A viszonylagos önállósággal bíró, és a litván nyelvet jobban megőrző szamogit területek lettek a kiindolópontja a nemzeti mozgalomnak, a mozgalomban vezető szerepet töltöttek be a Vilniusi Egyetem diákjai: Silvestras Valiūnas, Simonas Stanevičius (szamogitül: Sėmuons Stanevičios), Simonas Daukantas (szamogitül: Sėmuons Daukonts) és Motiejus Valančius (szamogitül: Muotiejos Valončios avagy Muotiejos Valontė), akik mind szamogitiaiak voltak, és akiknek vitathatatlan szerepük volt a litván irodalmi nyelv létrehozásában.

## Hangtan és írás

### Magánhangzók
A szamogit nyelvben tizennégy magánhangzó található: hét rövid és hét hosszú.
| IPA      | [ɑ] | [ɑː] | [e] | [eː] | [ɤ] | [ɤː] | [ɤː] | [æ] | [æ:] | [i] | [iː] | [iː] | [o] | [oː] | [u] | [uː] | [uː] |
| Szamogit | a   | ā    | e   | ē    | ė   | ė̄    | (õ)  | –   | –    | i   | ī    | –    | o   | ō    | u   | –    | ū    |
| Litván   | a   | ą    | –   | ė    | –   | –    | –    | e   | ę    | i   | į    | y    | o   | –    | u   | ų    | ū    |
| Magyar   | (ȧ) | á    | (ë) | é    | –   | –    | –    | (ä) | (ǟ)  | i   | í    | –    | o   | ó    | u   | –    | ú    |

A magánahngzók szimmetrikus rendet alkotnak, minden rövid magánhangzónak van hosszú párja. Ez utóbbiakat az írásképben a betű fölött elhelyezett makron különbözteti meg. A hosszúság ilyetén jelölése a lett írásrendszer elvét tükrözi. A litvánban a hosszúságot az esetek többségében a betűhöz kapcsolt ogonek avagy bal farok fejezi ki (ą, ę, į, ų). Ennek oka, hogy az ogonek eredetileg nem hosszúságot, hanem nazalitást jelölt, a magánhangzó nazalitása azonban később nyúlássá változott. A rövid-hosszú szembenállás jelölése már korábban is szükségszerű volt, ezért a nem nazálisokból létrejött hosszú magánhangzóknak más megkülönböztetése is kialakult, a hosszú í hangot y, a hosszú ú-t pedig ū jelölte. Ennek megfelelően ennek a két hangnak a szinkróniában több jelölési módja is van: í = y / į, ú = ų / ū. A szamogit hangjelölésben (amely csak néhány éve alakult ki) egy betű csak egy hangot jelöl.
A szamogit a betű a magyar nyelvjárásokban is ismert rövid á hangot jelenti, amelyet a nyelvjárástan ȧ-val jelöl.

Az e betű a rövid é hangnak felel meg, ezt a magyar nyelvjárástan ë-ként írja.
A szamogitban létezik egy hang, amely mind a litvánból, mind a magyarból hiányzik. A hátul képzett középzárt [ɤ] hang, amely leginkább a magyar ö-höz hasonlít, megtalálható számos balti finn nyelvben, így az észtben, a võroban és a lívben is. Ezkben a nyelvekben tildével ellátott õ betűvel írják. A szamogitban ezt a hangot a pontos ė jelöli, míg a litvánban az ė az é jelölője. Hosszú változatának, az [ɤː]-nek kétféle írása lehetséges, de mindkettő problémás. Egyrészt jelölik õ-vel, ez azért nem szerencsés, mert más nyelvekben evvel a betűvel rövid hangot jelölnek. A másik megoldás logikusabb, e szerint az ė makronnal ellátott változatát, az ė̄-t használják. Evvel a karakterrel viszont az a baj, hogy a szabványos betűkészletekben nem található meg, ezért az ė-ből és egy különálló diakritkus jelből ( ̄ ) kell összeilleszteni.

### Mássalhangzók
A szamogit nyelv 22 kemény mássalhangzót és azok lágyított változatát tartalmazza. A következő táblázat a kemény mássalhangzókat foglalja össze.
| IPA      | [b] | [t͡s] | [t͡ʃ] | [d] | [d͡z] | [d͡ʒ] | [f] | [ɡ] | [x] | [j] | [k] | [l] | [m] | [n] | [p] | [r] | [s] | [ʃ] | [t] | [v] | [z] | [ʒ] |
| Szamogit | b   | c    | č    | d   | dz   | dž   | f   | g   | h   | j   | k   | l   | m   | n   | p   | r   | s   | š   | t   | v   | z   | ž   |
| Litván   | b   | c    | č    | d   | dz   | dž   | f   | g   | h   | j   | k   | l   | m   | n   | p   | r   | s   | š   | t   | v   | z   | ž   |
| Magyar   | b   | c    | cs   | d   | dz   | dzs  | f   | g   | h   | j   | k   | l   | m   | n   | p   | r   | sz  | s   | t   | v   | z   | zs  |

A dz és dzs hangokat jelölő dz és dž betűkapcsolatok nem részei a szamogit és a litván ábécének, a balti nyelvekre alapvetően nem jellemző a betűkapcsolatos hangjelölés, ezért ezeket a hangokat/hangkapcsolatokat, és azokat jelölő betűkapcsolatokat nem tekintik egyetlen egységnek.
A cs, s és zs hangokat hacsekkel ellátott c, s és z betűk jelölik: č, š és ž.
A j hang kivételével minden mássalhangzónak van lágyított megfelelője, amelyet az írásrendszer nem jelöl. A mássalhangzókat az i hang lágyítja meg, mind a szinkróniában (pl. bruolis [bruolʲis] 'fiútestvér), mind a dikróniában (pl. kels [kelʲs] 'út' < kelias 'út'). (Ellentétben a litvánnal, ahol az [æ] és [e] hangok is lágyítanak.)
A szamogit és a litván mássalhangzórendszer nem különbözik egymástól érdemben.

### Írás
A szamogit ábécé a következő betűket tartalmazza:
| A a | Ā ā | B b | C c | Č č | D d | E e | Ē ē | Ė ė | Ė̄ ė̄ | F f | G g | H h | I i | Ī ī | J j |
| K k | L l | M m | N n | O o | Ō ō | P p | R r | S s | Š š | T t | U u | Ū ū | V v | Z z | Ž ž |

Általános alapelvek:
- A magánhangzók hosszúságát a betű fölé helyezett makron mutatja, amely nem a litván, hanem a lett helyesírást tükrözi.
- A cs, s és zs hangokat hacsekkel ellátott betűk jelölik.
- A mássalhangzók lágysága az írásképben nincs jelezve.

### Hangtani megfelelések a szamogit és a litván között
A hangtani eltérések egy része már a korai időkben kialakult a más balti népekkel való együttélés nyomán.

Erről részletesebben: Nyugatbalti hatás a szamogitban.
A litván és a szamogit közötti szabályos hangmegfelelések főként a magánhangzókat érintik, a hivatkozott megfeleléseken túl a következők a legfontosabbak:

(Az első helyen a litván hangforma és példa, a második helyen pedig a szamogit áll, a példák mindig ugyanazt jelentik a két nyelvben.)
| ė – ie tėvas – tievs ’apa’ mėšlas (sg.) – miešlā (pl.) ’bogyó’ bėgimas – biegėms ’futás’ | o – uo brolis – bruolis ’fiútestvér’ žodis – žuodis ’szó’ istorija – istuorėjė ’történelem’ | uo – ou duona – douna ’kenyér’ gruodis – groudis ’december’ skaičiuoti – skaitlioutė ’számolni’ |

Az an, en, in és un hangkapcsolatok a balti nyelvekben egymástól különböző, az adott nyelvre vagy nyelvváltozatra jellemző hangváltozásokon mentek keresztül, amely hangváltozások a szamogit és a litván szabályos megfelelésekben is tetten érhetők. (A zárójelbe tett lett és latgal példa másodlagos átvétel.)

| Eredeti hang | Litván     | Szamogit      | Lett                | Latgal       | Jelentés    |
| ------------ | ---------- | ------------- | ------------------- | ------------ | ----------- |
| *an          | ą: ąžuolas | ō: ōžouls     | uo: ozols [uozuols] | ū: ūzuls     | ’tölgy’     |
| *an          | an: ranka  | on: ronka     | uo: roka [ruoka]    | ū: rūka      | 'kéz'       |
| *en          | ę: švęsti  | ėn: švėntintė | in: svinēt          | ie: svieteit | ’ünnepelni’ |
| *en          | en: penki  | ėn: pėnki     | ie: pieci           | ī: pīci      | ’öt’        |
| *in          | į: įdomus  | i: iduomos    | (interesants)       | (iņteresnys) | ’érdekes’   |

## Főnévragozás
- A szamogit főneveknek hét nyelvtani esete van: alanyeset (N), tárgyeset (A), részeseset (D), birtokos eset (G), helyhatározói eset avagy lokatívusz (L), eszközhatározói eset avagy insztrumentálisz (I) és megszólító eset avagy vokatívusz (V). Az esetek száma megegyezik a litvánéval, míg a lettből és a latgalból hiányzik az eszközhatározói eset.
- A főneveknek két neme van: hímnem és nőnem. A korábban létezett semleges nem minden balti nyelvből eltűnt.
- A szamogitban három nyelvtani szám található: egyes szám, kettes avagy kettős szám és többes szám. A kettes szám a főnévragozásban csak a szamogitban őrződött meg a balti nyelvek közül. A litvánban még fellelhető a nyoma a személyes névmások ragozásában, de használata nem általános, és az alakok nagy fokú változatosságot mutatnak. A lettből és a latgalból a kettes szám teljesen kiveszett.
- A szamogitban öt ragozási osztályt avagy deklinációt különböztetnek meg. A litvánban szintén öt, a lettben és a latgalban hat-hat deklináció található. A szamogitban és a litvánban alapvetően a szóhangsúly elmozdulása és minősége (ereszkedő és emelkedő), a lettben és a latgalban a ragok alapján sorolják a ragozási osztályokba a szavakat. A szamogitban az első és a második deklináció tekinthető aktívnak, azaz az újonnan átvett szavak ezekbe a ragozási osztályokba kerülnek be, míg a többi ragozási osztály jellemzően nem bővül és csak kevés szó található benne.

### Az I. deklináció
Az első deklinációba -s, -is és -īs végződésű hímnemű főnevek tartoznak.
Az alanyesetű alakok esetvégződéseinek sokfélesége a legjobban a litvánban őrződött meg, ez nyújt tájékoztatást az első deklinációs szavak ragozásának különbözőségére. A többi említett nyelvben az utolsó szótagban magánhangzóredukció következett be.
- Az -as végű szavak utolsó szótagi magánhangzója csak a litvánban maradt meg: lit. tėvas 'apa' – sgt. tievs – lett tēvs 'apa' – ltg. tāvs 'apa'.
- Az -ias végű szavkban szintén eltűntek a magánhangzók, de az i eltűnése előtt palatalizálta az előtte álló mássalhangzót: lit. kelias 'út' – sgt. kels [kelʲs] – lett ceļš 'út' – ltg. ceļš 'út'.
- Az -is végű szavak a szamogitban alapvetően megőrződtek: lit. medis 'fa' – sgt. medis.
- Az -īs végű litván és szamogit szavaknak csak a helyesírásuk eltérő: lit. arklys [arklʲiːs] 'ló' – sgt. arklīs.
- A litvánban -is végű szavaknak megfelelő latgal szavak közül csak azokban maradtak meg az utolsó szótagi magánhangzók, ahol az hátul képzett [ɨ]-vé változott: lit. putytis 'fióka, csibe', lett putns 'madár – ltg. putnys [putnɨs] 'madár'.
- A lettben és a latgalban az -is végű szavak egy külön (második) deklinációba tartoznak. Ezek a litván -is és -ys végű szavakkal rokoníthatók.

### A II. deklináció
A második deklinációba -a, -ė és -ie végű nőnemű szavak tartzonak.
Az azonos nominatívuszi végződésű eltérő ragozására ismét a rokon nyelvi megfelelők nyújtanak magyarázatot.
- Az -a végződés minden említett nyelvben azonos alakban megmaradt: lit. diena 'nap' – sgt. dėina – lett diena – ltg. dīna. (A litvánban ezek harmadik, a lettben és a latgalban negyedik deklináció szavak.)
- Az -ė végű szavak bizonyos fokú hasonlóságot mutatnak, a litván szóvégi hosszú magánhangzó a lettben és a latgalban lerövidült, a szamogitban [ɤ] hanggá vált: lit. žemė [ʒɛmeː] 'föld' – sgt. žemė [ʒemɤ] – lett zeme [zɛmɛ] – lgt. zeme [zɛmɛ]. (Az -e végű lett és latgal szavak egy külön (ötödik) deklinációt alkotnak.)
- A litvánban az -ia végű szavak ragozása tulajdonképpen megegyezik az -a végűekével, amely elé egy i hangot toldunk. A szamogitban a szóvégi -ia helyén minden esetben -ė-t találunk, ezeknek a szavaknak eltérő a ragozásuk az -ė-ből létrejövőkétől: datívuszban, lokatívuszban és insztumentáliszban az -a végű szavak deklinációjából származó alakokkal találkozhatunk. A lettben és a latgalban az -ia végű szavaknak -a végűek felelnek meg: lit. bažnyčia 'templom' – sgt. bažnīčė – lett baznīca – ltg. bazneica.
- A szabályos litván -ė > szamogit -ie hangváltozás néhány szó esetében szóvégen is végbement, a lettben és a latgalban csak a rövidülés történt meg: lit. žvaigždė 'csillag' – sgt. žvaigždie – lett zvaigzne – ltg. zvaigzne.

### A III. és a IV. deklináció, rendhagyó szavak
A harmadik deklinációba -ės végű nőnemű szavak, a negyedik deklinációba pedig -os végű hímnemű szavak tartzonak.
- Az -ės végű szavak megfeleltethetők a litván -is végűeknek, ezek mind a szamogitban, mind a litvánban kétféle ragozásúak. A lettben és a latgalban eltűnt az utolsó szótagi magánhangzó, a latgalban az előtte álló hang palatalizálódott: lit. pilis 'vár, kastély' – sgt. pėlės – lett pils – ltg. piļs. (A litván -is végű szavak a negyedi, deklinációba tartoznak, a lett és latgal megfelelők hatodik deklinációsok.)
- Az -os végű szavak a litvánban és a lettben -us végűek, a latgalban eltűnt az utolsó szótagi magánhangzó, bár létezik -us végű deklináció, de ide csak tulajdonnevek tartoznak: lit. alus 'sör' – lett alus – ltg. ols. (Az -us végű szavak a litvánban a második deklinációba, a lettben a harmadik deklinációba tartoznak.)

## A személyes névmások
Az első és második személyű névmások minden balti nyelvben azonos eredetűek, a harmadik személyű személyes névmások viszont nagy változatosságot mutatnak, vélhetően az egyes nyelvek külön életében alakultak ki. A litvánban és a latgalban a jis/ji, a lettben viņš/viņa, a szamogitban pedig ons/ana alakú névmás szilárdult meg.
Lásd még: Lett, latgal és litván szókészleti különbségek.
A személyes névmások esetében nem csak a szamogitben, de a litvánban is megőrződtek a kettes számú alakok, ezeket azonban nem használják, csak a szépirodalomban lelhetők fel. Az alakok nagyfokú változatosságot mutatnak mind a két nyelv esetében.

## Szövegminta
A Miatyánk szamogitül, litvánul és magyarul.
| Szamogitül | Litvánul | Magyarul |
| --- | --- | --- |
| Tievė mūsa Tievė mūsa, katros esi dongou, tebūn švėnts Tava vards, Teatein Tava karalīstė, Tebūn Tava valė kap dongou, tēp ė ont žemės. Kasdėinėnės dounas douk mums šėndėin Ėr atleisk mums mūsa kaltės kap ė mes atleidam sava kaltininkams Ė neleisk mūsa gundītė, bet gelbiek mumis nu pėkta. Amėn. | Mūsų Tėve Mūsų Tėve, kuris esi danguje, tebūnie šventu laikomas tavo vardas. Teateinie tavo karalystė. Teįvyksta tavo valia, kaip danguje, taip ir žemėje. Kasdieninės mūsų duonos duok mums šiandien. Ir atleisk mums mūsų kaltes, kaip ir mes esame atleidę savo kaltininkams. Ir neįvesk mūsų į pagundymą, bet gelbėk mus nuo pikto. Amen. | Miatyánk Mi Atyánk, aki a mennyekben vagy, szenteltessék meg a Te neved. Jöjjön el a Te országod. Legyen meg a Te akaratod, amint a mennyben, úgy a földön is. Mindennapi kenyerünket add meg nekünk ma. És bocsásd meg vétkeinket, miképpen mi is megbocsátunk az ellenünk vétkezőknek. És ne vígy minket kísértésbe, de szabadíts meg a gonosztól. Ámen. |

Litvánia himnusza szamogitül és litvánul.
| Szamogitül | Litvánul |
| --- | --- |
| Lietovuos himnos Lietova, Tėvīn mūsa, Tu didvīriu žeme, Ėš praeiteis Tava sūnā Te stiprībė seme. Tegu Tava vakā ēna, Vėin takās dorībes, Tegu dėrba Tava nauda I žmoniu gėrībe. Tegu saulė Lietovuo Tomsumas prašalėn, Ė švėisa, ė tėisa Mūsa žīngsnios telīd. Tegu meilė Lietovuos, Deg mūsa šėrdīs, Vardan tōs Lietovuos Veinībė težīdė! | Lietuvos himnas Lietuva, Tėvyne mūsų, Tu didvyrių žeme, Iš praeities Tavo sūnūs Te stiprybę semia. Tegul Tavo vaikai eina Vien takais dorybės, Tegul dirba Tavo naudai Ir žmonių gėrybei. Tegul saulė Lietuvoj Tamsumas prašalina, Ir šviesa, ir tiesa Mūs žingsnius telydi. Tegul meilė Lietuvos Dega mūsų širdyse, Vardan tos Lietuvos Vienybė težydi! |

## Külső hivatkozások
- (litván) A szamogit nyelvről Archiválva 2019. november 21-i dátummal a Wayback Machine-ben
- A Miatyánk minden nyelven
- (szamogit) Egyházi szövegek szamogitül Archiválva 2014. december 13-i dátummal a Wayback Machine-ben